# Ustawa o Instytucie Pamięci Narodowej – Komisji Ścigania Zbrodni przeciwko Narodowi Polskiemu
Ustawa z dnia 18 grudnia 1998 r. o Instytucie Pamięci Narodowej – Komisji Ścigania Zbrodni przeciwko Narodowi Polskiemu – polska ustawa, uchwalona przez Sejm RP w 1998, regulująca kwestie prawne związane m.in. z obrotem dokumentami wytworzonymi przez organy bezpieczeństwa państwa w latach 1944–1990 oraz organy III Rzeszy Niemieckiej i ZSRR dotyczącymi w szczególności zbrodni nazistowskich i komunistycznych, tryb postępowania w zakresie ścigania niektórych z tych przestępstw oraz prowadzenie działań edukacyjnych dotyczących tych zagadnień. Określa ona też status prawny Instytutu Pamięci Narodowej. Największe kontrowersje, także międzynarodowe, wzbudziła nowelizacja ustawy dokonana z inicjatywy partii Prawo i Sprawiedliwość w styczniu 2018 wprowadzająca karę pozbawienia wolności za przypisywanie Narodowi Polskiemu lub Państwu Polskiemu m.in. zbrodni III Rzeszy. Zawarte w niej przepisy o odpowiedzialności karnej zostały uchylone przez ustawę nowelizującą 27 czerwca 2018.

## Przedmiot regulacji
Ustawa reguluje:
- dysponowanie zasobem dokumentów organów bezpieczeństwa państwa powstałych od 22 lipca 1944 do 31 lipca 1990 oraz organów bezpieczeństwa Trzeciej Rzeszy Niemieckiej i Związku Socjalistycznych Republik Radzieckich, dotyczących popełnionych na osobach narodowości polskiej lub obywatelach polskich innych narodowości w okresie od dnia 8 listopada 1917 r. do dnia 31 lipca 1990 r.:
  - zbrodni nazistowskich,
  - zbrodni komunistycznych,
  - zbrodni członków ukraińskich formacji kolaborujących z Trzecią Rzeszą Niemiecką, rozumianych jako czyny popełnione przez te osoby w latach 1925–1950, polegające na stosowaniu przemocy, terroru lub innych form naruszania praw człowieka wobec jednostek lub grup ludności oraz udział w eksterminacji ludności żydowskiej oraz ludobójstwie na obywatelach II Rzeczypospolitej na terenie Wołynia[1],
  - innych przestępstw stanowiących zbrodnie przeciwko pokojowi, zbrodnie przeciwko ludzkości lub zbrodnie wojenne,
  - innych represji z motywów politycznych, jakich dopuścili się funkcjonariusze polskich organów ścigania lub wymiaru sprawiedliwości albo osoby działające na ich zlecenie,
  - działalności organów bezpieczeństwa państwa,
- tryb postępowania w zakresie ścigania niektórych z tych przestępstw,
- ochronę danych osobowych osób, których dotyczą dokumenty zgromadzone w archiwum Instytutu Pamięci Narodowej,
- ochronę dobrego imienia Rzeczypospolitej Polskiej i Narodu Polskiego,
- prowadzenie działań w zakresie edukacji publicznej,
- poszukiwanie miejsc spoczynku osób poległych w walkach o niepodległość i zjednoczenie Państwa Polskiego, a zwłaszcza tych, które straciły życie wskutek walki z narzuconym systemem totalitarnym lub wskutek represji totalitarnych lub czystek etnicznych w latach 1917–1990,
- prowadzenie działalności związanej z upamiętnianiem historycznych wydarzeń, miejsc oraz postaci w dziejach walk i męczeństwa Narodu Polskiego, zarówno w kraju, jak i za granicą, a także miejsc walk i męczeństwa innych narodów na terytorium Rzeczypospolitej Polskiej w latach 1917–1990[2].

## Nowelizacje
Ustawę znowelizowano wielokrotnie. Duże, także międzynarodowe, kontrowersje wywołała zainicjowana przez partię Prawo i Sprawiedliwość nowelizacja ustawy dokonana ustawą z dnia 26 stycznia 2018 r. o zmianie ustawy o Instytucie Pamięci Narodowej – Komisji Ścigania Zbrodni przeciwko Narodowi Polskiemu, ustawy o grobach i cmentarzach wojennych, ustawy o muzeach oraz ustawy o odpowiedzialności podmiotów zbiorowych za czyny zabronione pod groźbą kary (Dz.U. z 2018 r. poz. 369). Wprowadziła ona karę pozbawienia wolności za przypisywanie narodowi lub państwu polskiemu odpowiedzialności za zbrodnie popełnione przez nazistowskie Niemcy. Wywołało to silne głosy krytyki w Polsce oraz reperkusje międzynarodowe. Podnoszono, że nowe przepisy będą m.in. krępować dyskusję naukową na temat odpowiedzialności za zbrodnie Holocaustu, w tym w sprawie udziału Polaków w prześladowaniu i mordowaniu Żydów w okresie II wojny światowej. Protest wobec ustawy zgłosiły władze USA, Izraela i Ukrainy. Rząd Mateusza Morawieckiego zorganizował międzynarodową kampanię informacyjną mającą na celu wykazywanie zasadności nowelizacji. 
Mając na celu poprawę m.in. stosunków polsko-izraelskich 27 czerwca 2018 Sejm RP dokonał kolejnej nowelizacji ustawy, usuwając z niej przepisy dotyczące sankcji karnych, w tym kary pozbawienia wolności za przepisywanie Narodowi Polskiemu lub Państwu Polskiemu odpowiedzialności za zbrodnie III Rzeszy lub innych zbrodni przeciwko ludzkości, pokojowi i zbrodni wojennych. Nowelizacja ta była przedmiotem negocjacji między przedstawicielami premiera Mateusza Morawieckiego i reprezentantami Izraela. Odbyły się one w Wiedniu. Przedstawicielami strony polskiej byli Ryszard Legutko i Tomasz Poręba a strony izraelskiej Ja’akow Nagel. Negocjatorzy uzgodnili także treść deklaracji premierów obu państw w sprawie odpowiedzialności za zbrodnie Holocaustu. Deklaracja po ogłoszeniu spotkała się jednak z protestem wielu środowisk w Izraelu, w tym przedstawicieli Instytutu Jad Waszem, którzy stwierdzili, że wyolbrzymia ona pomoc Polaków wobec Żydów w okresie niemieckiej okupacji Polski i pomniejsza udział Polaków w prześladowaniach Żydów w tym czasie.
Szeroką krytykę wzbudził również sam tryb uchwalania ustawy, z pominięciem przewidzianych prawem procedur legislacyjnych, ekspresowe tempo jej uchwalania – oraz równie szybkie tempo w jakim rząd wycofał się z przepisów, których wcześniej kategorycznie bronił.